# 小崎弘道
小崎 弘道（こざき ひろみち、1856年5月17日（安政3年4月14日） - 1938年（昭和13年）2月26日）は、日本の牧師。霊南坂教会を創設し、同志社第2代社長（現総長）、日本組合基督教会会長、日本基督教連盟会長などを務めた。神学者で牧師の小崎道雄は長男。思想家、神学者、牧師の岩村信二は孫である。
海老名弾正、宮川経輝と共に「組合教会の三元老」と呼ばれた。

## 来歴

### 初期
安政3年（1856年）4月14日（5月17日）、熊本藩士・小崎次郎左衛門の5人兄弟の次男として肥後国託麻郡本山村（現在の熊本市中央区）に生まれる。藩校時習館を経て、明治4年（1871年）に熊本洋学校に入学。塾長補助や生徒取締を任せられ2円の収入を得たほか、小学校の算数教師も務めた。

### 熊本バンド結成
熊本洋学校の海老名弾正、浮田和民、横井時雄、金森通倫ら同期を含む35名が明治9年（1876年）1月29日、花岡山に集合しその翌日誓約に署名した際（熊本バンド結成）、当時儒教の道を選択していた小崎は参加しなかったが、のちの彼らに対して行われた迫害事件（花岡山事件）を転機として、海老名弾正らの勧めもあり、同年4月3日にL・L・ジェーンズから洗礼を受け、熊本バンドの一員となった。

### 同志社学生時代
同年の熊本洋学校閉鎖により同志社英学校に転入学、新島襄と出会う。在学中に彦根伝道に加わり、明治12年（1879年）6月に同志社を卒業。その後、新島と共に日向伝道を行った。

### 霊南坂教会設立

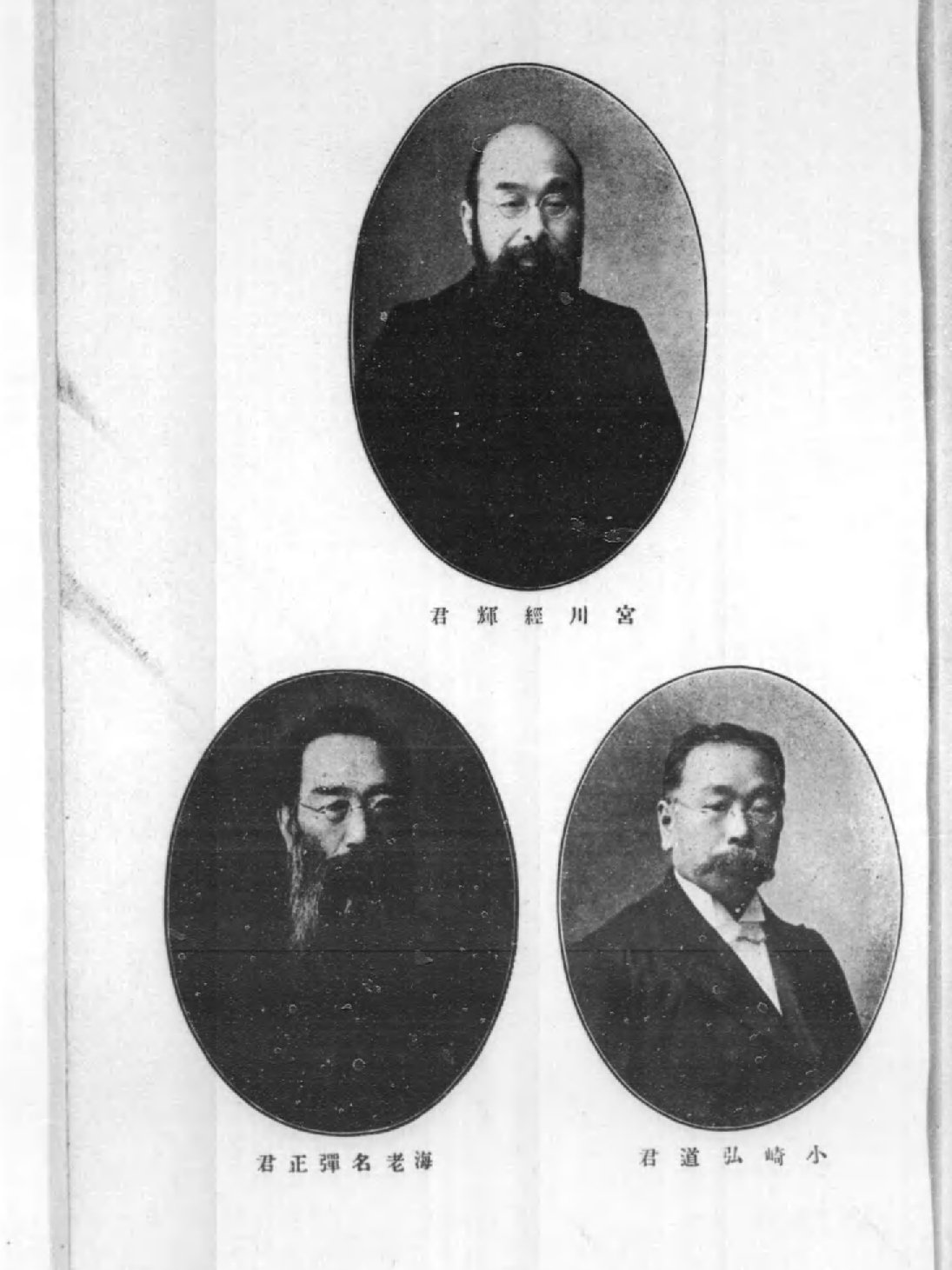
組合教会の三元老

明治12年（1879年）10月、上京し、京橋区新肴町に組合派の新肴町教会を設立、12月に按手礼を受けた。牧師としての収入は熊本洋学校時代と同じ2円で生計は苦しかったが、一致神学校での教師活動や翻訳活動でそれを補った。

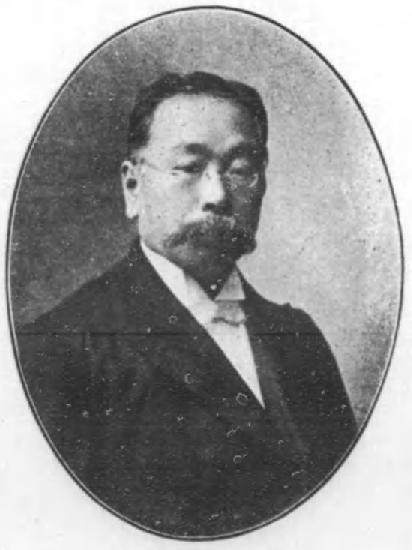
日本組合基督教会重鎮で熊本バンド出身の小崎弘道

明治13年（1880年）3月には植村正久、井深梶之助、田村直臣、平岩愃保らとともに東京キリスト教青年会 (YMCA) を創設し初代会長となり、10月にはキリスト教をはじめとした思想一般に加え社会問題も取り扱った青年会機関誌『六合雑誌』を創刊。同誌にて、初期社会主義思想を紹介した「近世社会党ノ原因ヲ論ズ」を発表した。
明治15年（1882年）、新肴町教会と粟津高明の日本教会とが合併して東京第一基督教会となる。
明治16年（1883年）には週刊新聞『基督教新聞』を刊行し、植村正久らとともに警醒社を設立し、同社から明治19年（1886年）6月に『政教新論』という本を刊行した。同書は、従来の宗教としての儒教に代って、新しい時代の日本におけるキリスト教の重要性を説いたものであった。同年、赤坂霊南坂に教会堂を建立し、また番町教会を設立する。番町教会では宮崎滔天が受洗している（のちに棄教）。
明治24年（1891年）に赤坂霊南坂教会を霊南坂教会に改称する。

### 同志社社長時代
明治23年（1890年）1月の新島襄死去の後、同年3月に同志社校長となり（当時34歳）、明治25年（1892年）同志社社長を兼ねた。明治26年（1893年）にはアメリカシカゴで行われた世界宗教大会に日本基督教代表として出席し、「日本におけるキリスト教の大勢」と題して演説を行った。この演説は日本文化・思想の優位性を強調したもので、外国人宣教師は伝道先の国の文化を理解するのは困難であるからその国の知識人と交わる程度にとどめるべき、日本を訪れる宣教師は日本思想界を凌駕するほどの一流の学者であるべきだといった内容であったため、宣教師から不評を買い、ハートフォード新聞に批判記事が載った。世界宗教大会出席後はイェール大学で8か月間神学研究を行うなどした。
帰国後、同志社に派遣されていたアメリカン・ボードの宣教師たちとも軋轢が生じ、ついに明治29年（1896年）、外国人宣教師団は同志社と絶縁するに至った。翌年、小崎は学内混乱の責任をとって社長を辞任。

### 霊南坂教会全盛期
同志社社長辞職後東京に戻り、京橋教会の牧師を務めてまもなく霊南坂教会に合併させ、同教会の牧師を務める。明治31年（1898年）からの2年間伝道誌『新世紀』を、明治33年（1900年）からの2年間『東京毎週新聞』を刊行。ハワイ伝道ののち、明治36年（1903年）に東京伝道学校を開校し、明治38年（1905年）には北アメリカ太平洋沿岸で伝道を行った。明治37年（1904年）に勃発した日露戦争には、自らが主催した大日本宗教家大会において協力の立場を表明。
明治43年（1910年）の日韓併合後の年に組合教会は朝鮮人伝道を決議し、渡瀬常吉を派遣した。日本基督教連盟、日本基督教会同盟、海外基督教伝道教会、日本福音同盟会、日曜学校協会、南洋伝道団などの会長（団長）を務め、大正9年（1920年）、世界日曜学校大会を日本で主催し日本代表として出席した。そのほか、世界宣教大会などにも日本代表として出席している。昭和6年（1931年）には、霊南坂教会の名誉牧師に就任した。
昭和13年（1938年）2月26日、老衰のため神奈川県茅ヶ崎町の別荘で死去。青山霊園、多磨霊園に遺骨が眠っている。

## 神学
小崎弘道は、明治22年（1889年）に同志社で行われたYMCAの夏季学校において、「聖書のインスピレーション」と題する講演で高等批評を擁護し、聖書信仰を否定した。ここから日本のリベラルが始まると言われる。小崎は「余はこの講義において、霊的倫理的インスピレーション説なるものを主張し、聖書に誤謬が有るとか無いとかいうが如き窮屈な見解を放擲し、之に向かっては自由研究をなさねばならぬ。又吾人は信仰の基礎を聖書に置くことをせず、聖霊即ち実験に据えねばならぬことを述べた。」

## 翻訳命名
「青年」という言葉は、東京キリスト教青年会創設の際小崎が“Young Men's Christian Association”を「基督教青年会」と翻訳したときに生まれた。また、“Religion”を「宗教」と訳したのも小崎である。なおそれ以前は福澤諭吉が「宗門」「宗旨」と、中村正直が「法教」と訳していた。

## 登場作品
- 八重の桜（2013年・NHK大河ドラマ）－演：古川雄輝

## 主な著作
- 『小崎全集』（全6巻、1938年-1939年）

### 共著・編纂・共編
- 福永文之助 編『我国基督教の大勢』警醒社〈回顧二十年〉、1909年、175-197頁。